# Virginie Pouchain
Virginie Pouchain (nacida en 1980, Saint-Montan, Ardèche) es una cantante y peluquera francesa.

## Festival de Eurovisión 2006
En 2006, Virginie participó en la Final Nacional francesa para elegir a un representante en el Festival de Eurovisión ese mismo año. Ella interpretó la canción "Nous, c'est vous", la que se alzó con el primer lugar en dicha competencia, mediante el sistema de televoto (50%) y el de un jurado experto (50%); sin embargo, la canción fue considerada por ella misma como "inadecuada" a su estilo, por lo que tiempo después, se eligió la canción "Il était temps" ("Ya era hora"), compuesta por Virginie y Corneille Nyungura.
Pouchain compartió el escenario junto al músico británico Matheson Bayley, quién tocó el chelo. Finalmente, la canción sólo consiguió 5 puntos (3 puntos de Mónaco y 2 de Armenia), posicionándose en el 22° puesto, es decir, el antepenúltimo lugar.